# South Side of the Sky
South Side of the Sky – utwór grupy Yes z albumu Fragile. Jest on jednym z niewielu utworów na płycie, w nagrywaniu którego udział brała cała grupa. Został napisany przez Jona Andersona oraz Chrisa Squire’a.

## Tekst
Utwór ten opowiada o tragicznej ekspedycji polarnej, ciężkich przeżyciach podczas niej oraz śmierci. Utwór ukazał się również na dwóch albumach koncertowych: Live at Montreux 2003 oraz In the Present – Live from Lyon.